# Burgos Monumental-Castilla y León/Saison 2009
Mannschaft und Erfolge des Team Burgos Monumental-Castilla y León in der Saison 2009.

## Erfolge

### Erfolge in der UCI Europe Tour
In der Saison 2009 gelangen dem Team nachstehende Erfolge in der UCI Europe Tour.
| Datum    | Rennen                             | Kat. | Sieger          |
| 23. März | 1. Etappe Vuelta a Castilla y León | 2.1  | Joaquín Sobrino |

## Mannschaft

### Zugänge – Abgänge
| Zugänge      | Team 2008               | Abgänge                 | Team 2009         |
| ------------ | ----------------------- | ----------------------- | ----------------- |
| Byron Guamá  | Canel’s Turbo Mayordomo | Óscar Pujol             | Cervélo TestTeam  |
| José Valdez  | Canel’s Turbo Mayordomo | Sergio Pardilla         | Carmiooro-A Style |
| Iván Melero  | Orbea-Oreka S.D.A.      | Luis Roberto Álvarez    | Unbekannt         |
| Luis Mas     | Neoprofi                | Pedro Gutiérrez Alvarez | Unbekannt         |
| Rafael Valls | Neoprofi                | Javier Iriarte          | Unbekannt         |
|              |                         | Martin Mata             | Unbekannt         |
|              |                         | José Vicente Toribio    | Unbekannt         |

### Kader
| Name            | Geburtstag        | Nationalität |
| --------------- | ----------------- | ------------ |
| Andrés Avelino  | 12. November 1986 | Spanien      |
| David Francisco | 8. Mai 1986       | Spanien      |
| Diego Gallego   | 9. Juni 1982      | Spanien      |
| Byron Guamá     | 14. Juni 1985     | Ecuador      |
| Luis Mas        | 15. Oktober 1989  | Spanien      |
| Enrique Mata    | 15. Juni 1985     | Spanien      |
| Iván Melero     | 8. April 1983     | Spanien      |
| Raul Santamarta | 12. Oktober 1985  | Spanien      |
| Joaquín Sobrino | 29. Juni 1982     | Spanien      |
| José Valdez     | 2. September 1986 | Mexiko       |
| Rafael Valls    | 25. Juni 1987     | Spanien      |